# Lachixao
Lachixao är en ort i Mexiko.   Den ligger i kommunen Santiago Textitlán och delstaten Oaxaca, i den sydöstra delen av landet, 400 km sydost om huvudstaden Mexico City. Lachixao ligger 2 336 meter över havet och antalet invånare är 278.
Terrängen runt Lachixao är kuperad åt sydost, men åt nordväst är den bergig. Runt Lachixao är det ganska glesbefolkat, med 22 invånare per kvadratkilometer. Närmaste större samhälle är Infiernillo, 17,2 km norr om Lachixao. I omgivningarna runt Lachixao växer i huvudsak blandskog.